# Stephan Balkenhol

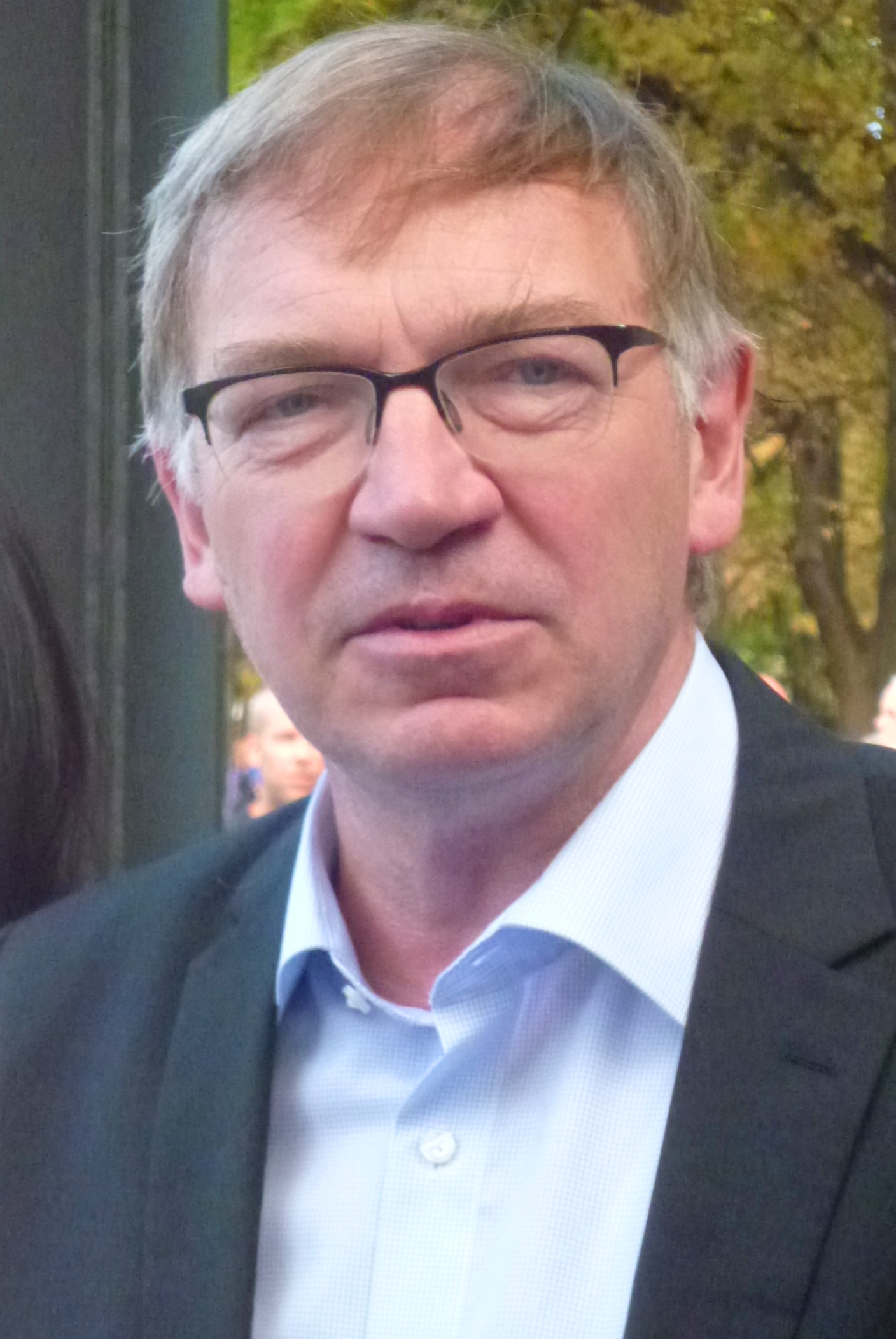
Stephan Balkenhol 2018

Stephan Balkenhol (* 10. Februar 1957 in Fritzlar) ist ein deutscher Bildhauer.

## Leben
Stephan Balkenhol wuchs in Fritzlar, Luxemburg und Kassel als jüngster von vier Söhnen einer Hausfrau und eines Gymnasiallehrers auf und besuchte mehrere Jahre die Europäische Schule in Luxemburg, an der sein Vater zu dieser Zeit lehrte. Balkenhol legte sein Abitur am Kasseler Friedrichsgymnasium ab. Mit seinem Mitschüler Peer Schröder gab er die hektographierte Zeitschrift Schorli Morli heraus; bereits Jahre zuvor erkundeten sie die Documenta 5. Balkenhol studierte von 1976 bis 1982 an der Hochschule für Bildende Künste in Hamburg unter anderem bei Ulrich Rückriem. Durch das Karl-Schmidt-Rottluff-Stipendium konnte er seinen Weg zum Bildhauer einschlagen.
Danach war er Lehrer am Städelschen Kunstinstitut in Frankfurt. Von 1992 bis 2023 war er Professor an der Akademie der bildenden Künste in Karlsruhe. In seinem Dienstatelier in Karlsruhe hatten seine Studenten die Gelegenheit, seine Arbeit zu kommentieren.
Balkenhol lebt und arbeitet in Karlsruhe, Berlin, Meisenthal in Lothringen und Kassel.
Balkenhol ist der Bruder von Bernhard Balkenhol und Thomas Balkenhol.

## Werk
Balkenhol arbeitet in Skulpturen, Reliefs, Zeichnungen und graphischen Techniken wie Lithographie, Holzschnitt und Siebdruck. Seine grob gehauenen und farbig bemalten Holzskulpturen sind sein Markenzeichen. Er stellt Menschen, Tiere und Architekturen dar, zuweilen surreal kombiniert. Der Mensch steht im Mittelpunkt seiner Arbeiten. Er entwickelt Grundtypen, die er vielfältig variiert. Sein bekanntester Figurentypus ist der Mann mit schwarzer Hose und weißem Hemd. Kleidung und Haltung der dargestellten Menschen deuten auf die Gegenwart. Sie zeigen keine eindeutigen Emotionen, sie blicken scheinbar ins Leere oder auf – für den Betrachter – unbekannte Punkte. Die Figuren bleiben distanziert, anonym und rätselhaft.
Holz ist Balkenhols wichtigstes Arbeitsmaterial. Weiche Holzarten wie Pappel oder Wawaholz erlauben dem Künstler ein präzises Herausarbeiten der Gesichter seiner Figuren. Bei den meisten Skulpturen ist die Figur so aus dem Holz herausgearbeitet, dass Figur und Sockel als ein Stück verbunden bleiben. Das Material bleibt in seinen Werken deutlich erkennbar und auch die Bearbeitung bleibt in der groben Struktur unter der Farbfassung sichtbar. Material und sichtbare Spuren des Arbeitsprozesses sind damit Teil des Kunstwerkes.

„Meine Skulpturen erzählen keine Geschichten. In ihnen versteckt sich etwas Geheimnisvolles. Es ist nicht meine Aufgabe, es zu enthüllen, sondern die des Zuschauers, es zu entdecken.“

„Dabei wollte ich Bildwerke schaffen, die sich – abgesehen von der Figuration – jeder Schublade entzogen: kein expliziter Rückgriff auf die Tradition, keine Botschaften jeglicher Art, keine starke Expressivität.“

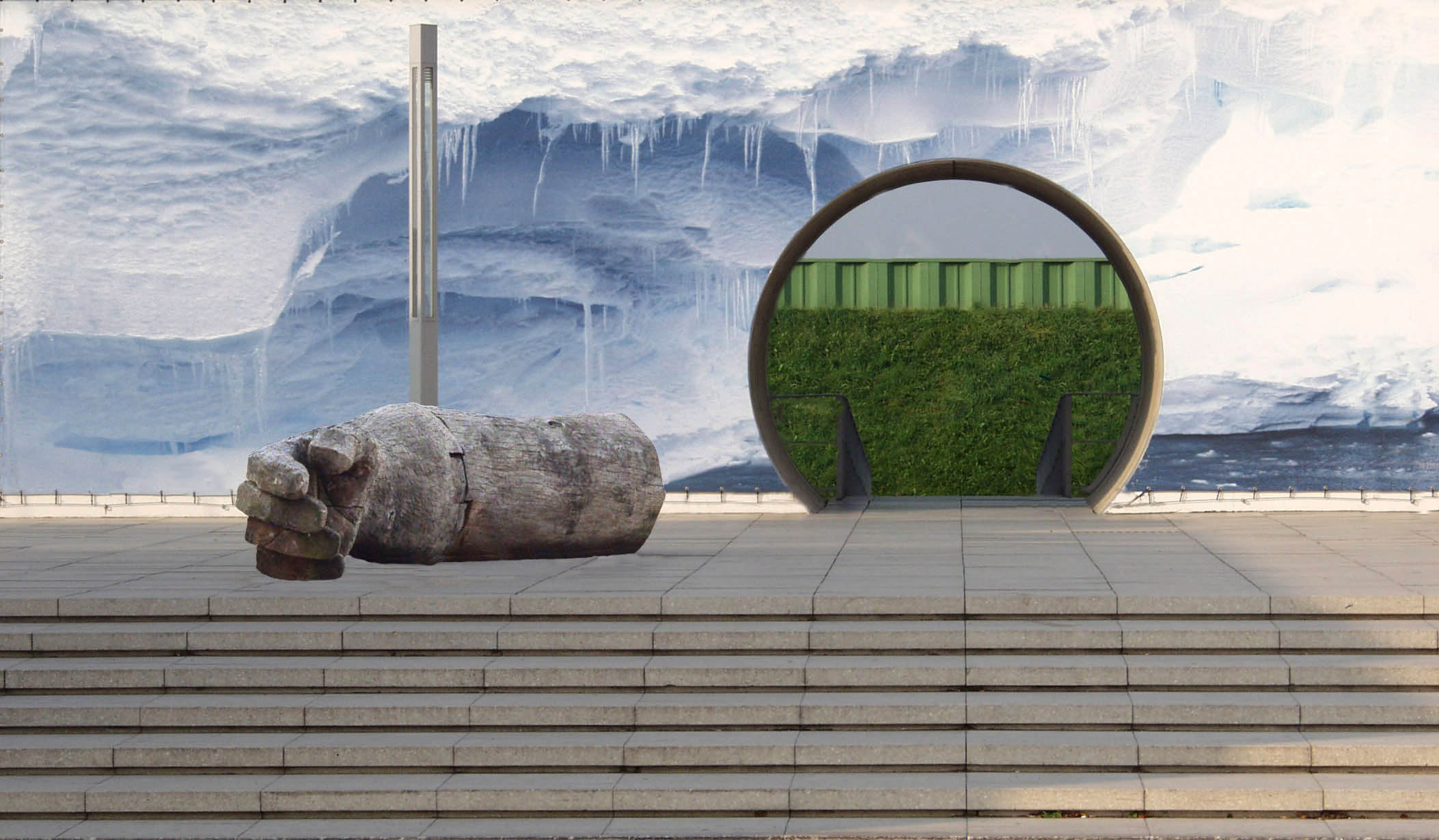
Seemannsarm vor dem Deutschen Schifffahrtsmuseum

Er gibt seinen Figuren bewusst einen indifferenten Ausdruck, damit dem Betrachter Deutungsmöglichkeiten bleiben. Ein Lächeln oder ein anderer Gemütszustand würde zu sehr „eingefroren“ wirken. Er arbeitet an mehreren Skulpturen gleichzeitig und fertigt ungefähr 100 Skulpturen pro Jahr. Bei Holzfiguren wird der Rundholzsockel festgeklemmt. Die Figuren wachsen aus dem Rundholz mit der Arbeit und werden durch den Sockel auf Höhe gehalten.
Seine bisher höchste Skulptur, der sechs Meter hohe Männertorso aus Zedernholz Sempre più („Immer mehr“), wurde 2009 temporär im Caesarforum in Rom aufgestellt.
2012 sorgte eine Balkenhol-Skulptur auf dem Turm der Sankt-Elisabeth-Kirche in Kassel für Streit. Die Leiterin der documenta 13, Carolyn Christov-Bakargiev, kritisierte die katholische Kirche für die Aufstellung dieses Kunstwerks im Vorfeld der documenta. „Es stört erheblich. Die künstlerische Leiterin fühlt sich von dieser Figur bedroht, die mit der documenta (13) nichts zu tun hat“, ließ documenta-Geschäftsführer Bernd Leifeld verlauten. Die Kirche hielt dessen ungeachtet an der Balkenhol-Ausstellung und Installation fest. Die Skulptur wurde im Anschluss an die Ausstellung vom Künstler der Sankt-Elisabeth-Kirche geschenkt.
Neben den Skulpturunikaten und den Zeichnungen hat Stephan Balkenhol auch ein umfangreiches Werk an Bronze-Editionen und druckgraphischen Arbeiten geschaffen, die 2014 und 2015 in zwei Werkverzeichnissen dokumentiert wurden.

## Werkauswahl

### Kunst im öffentlichen Raum

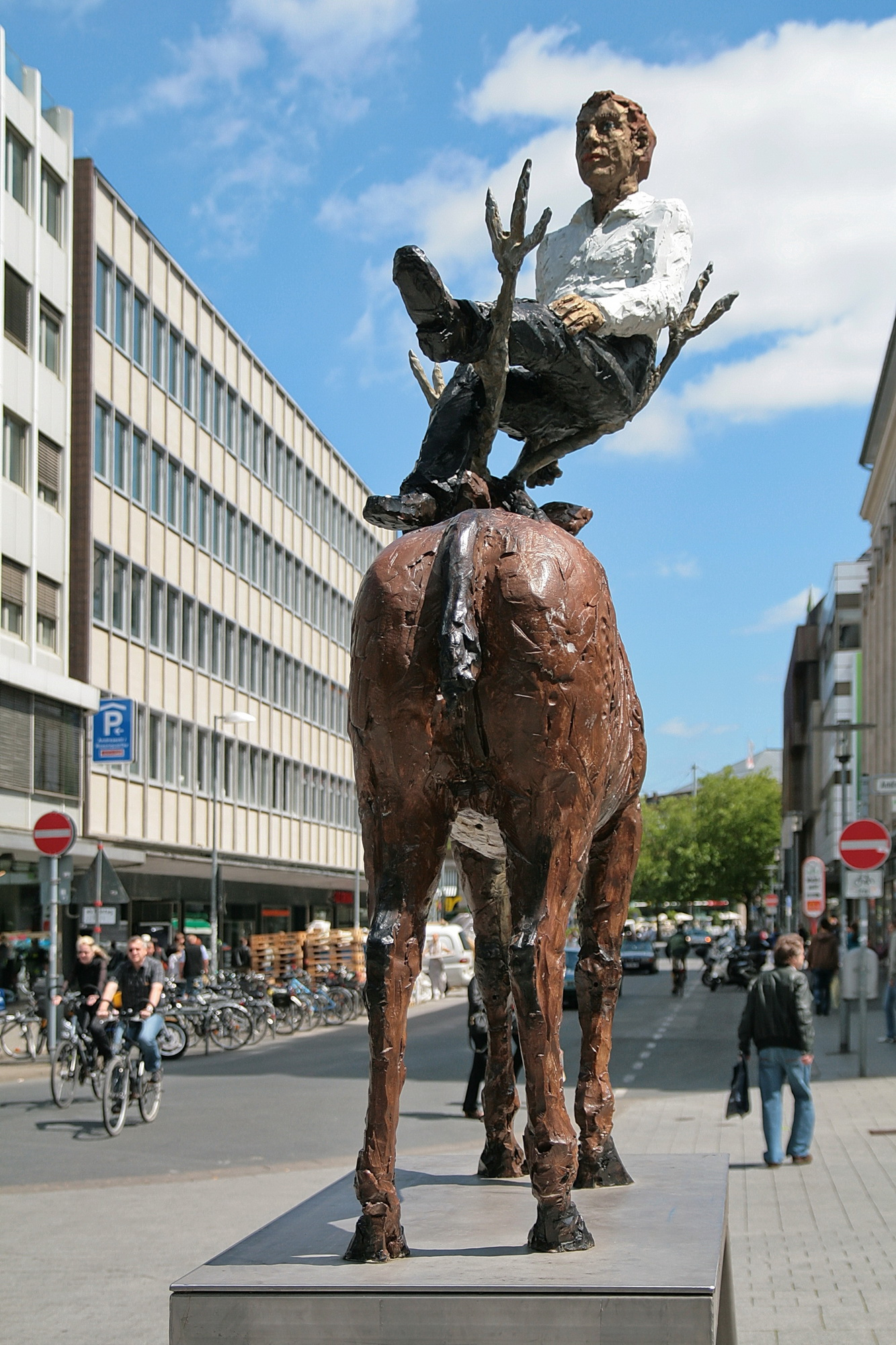
Mann mit Hirsch in Hannover

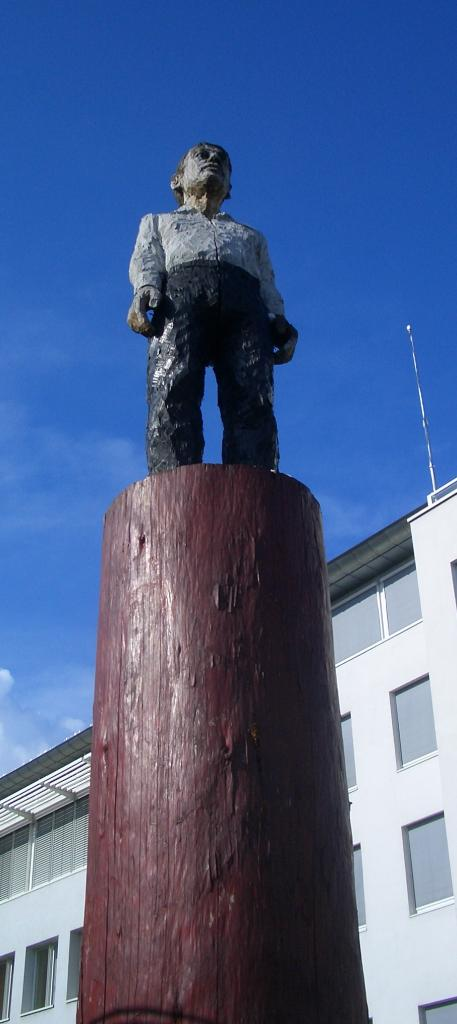
Große Säulenfigur in Lörrach

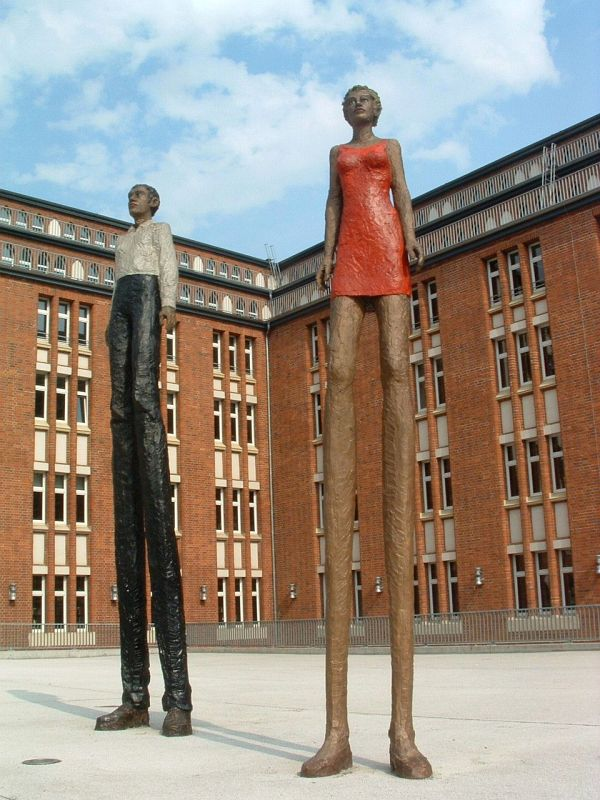
Mann + Frau in Hamburg vor der Zentralbibliothek der Öffentlichen Bücherhallen

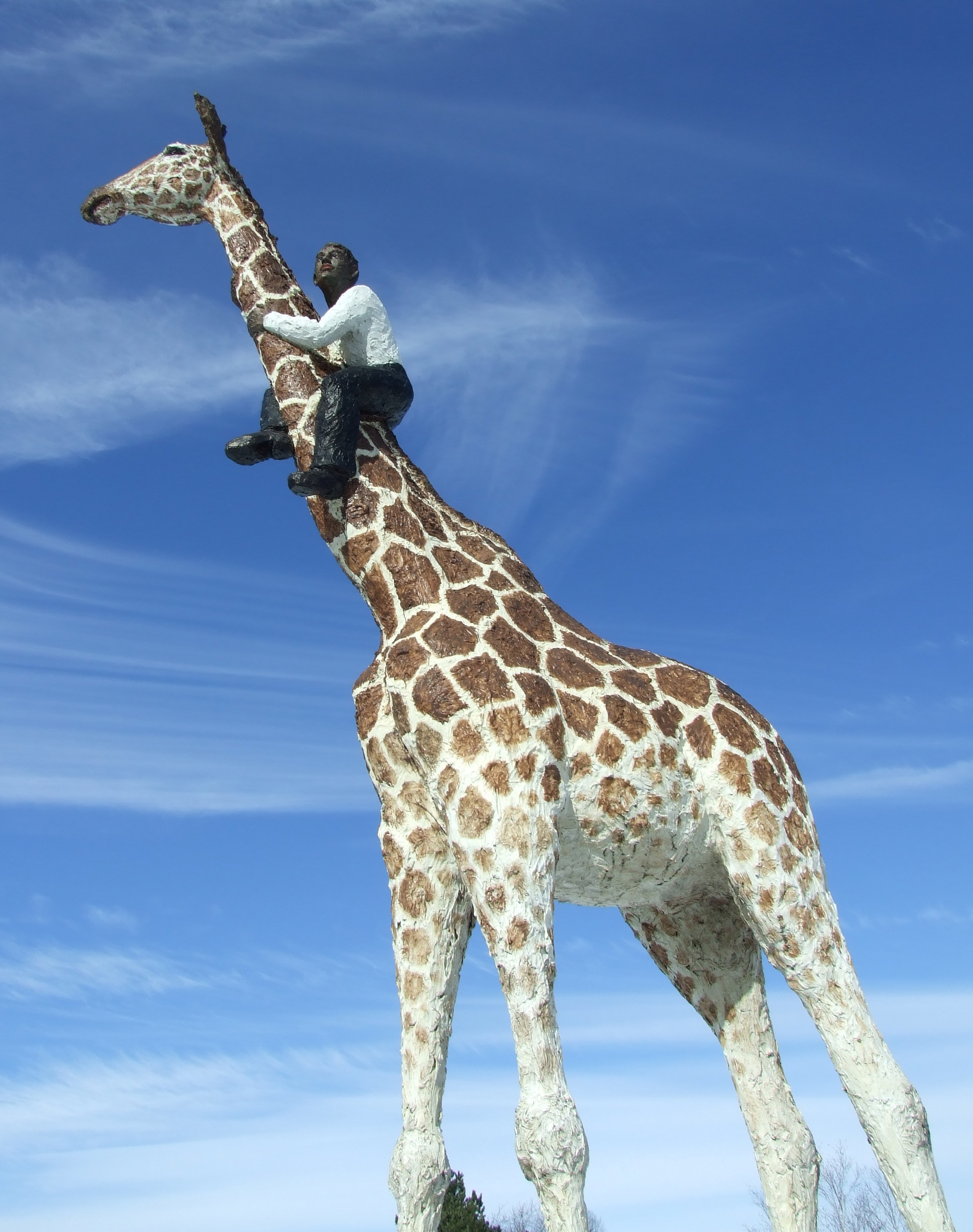
Mann auf Giraffe vor dem Tierpark Hagenbeck

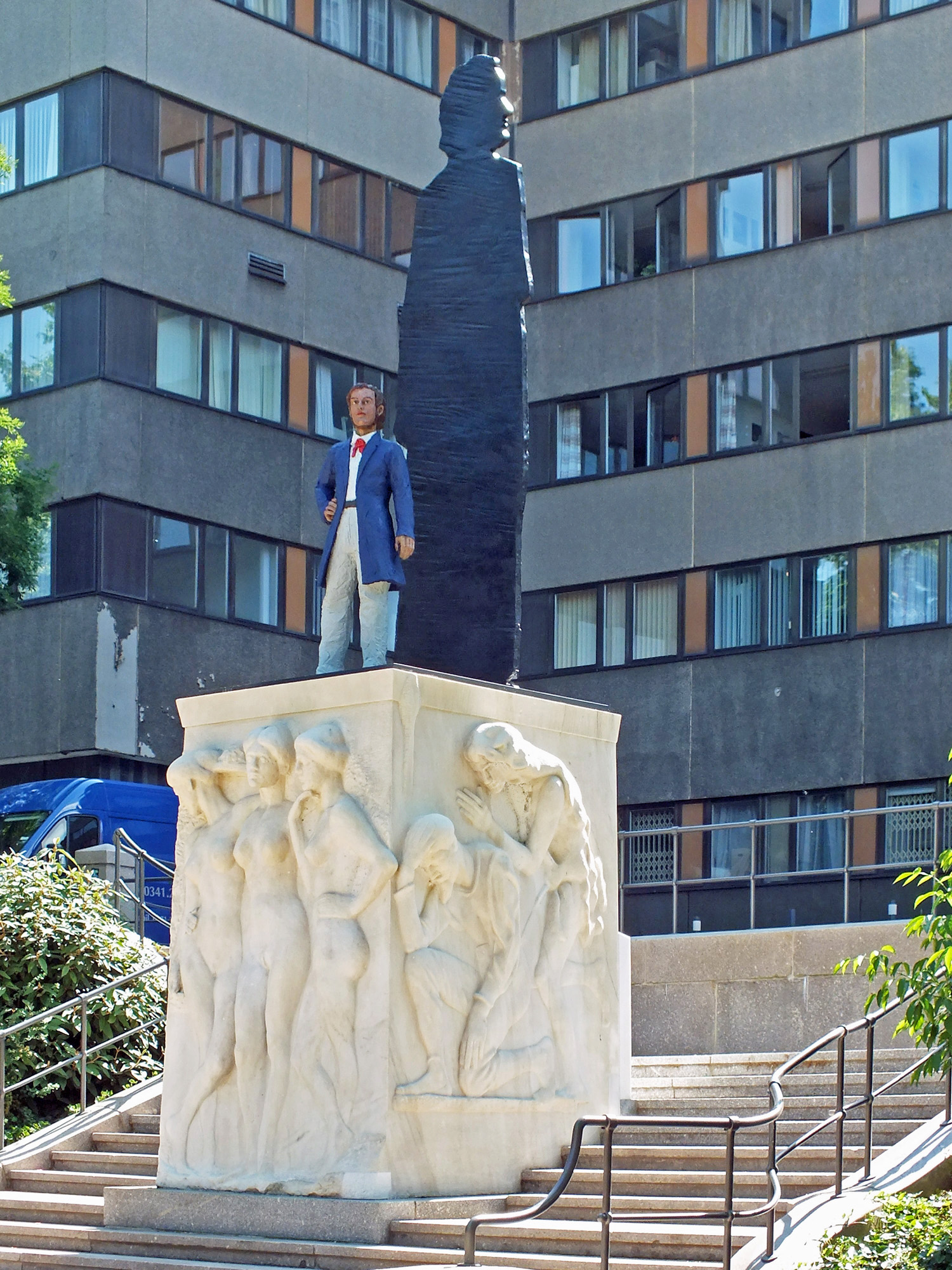
Das Richard-Wagner-Denkmal in Leipzig auf einem Sockel von Max Klinger

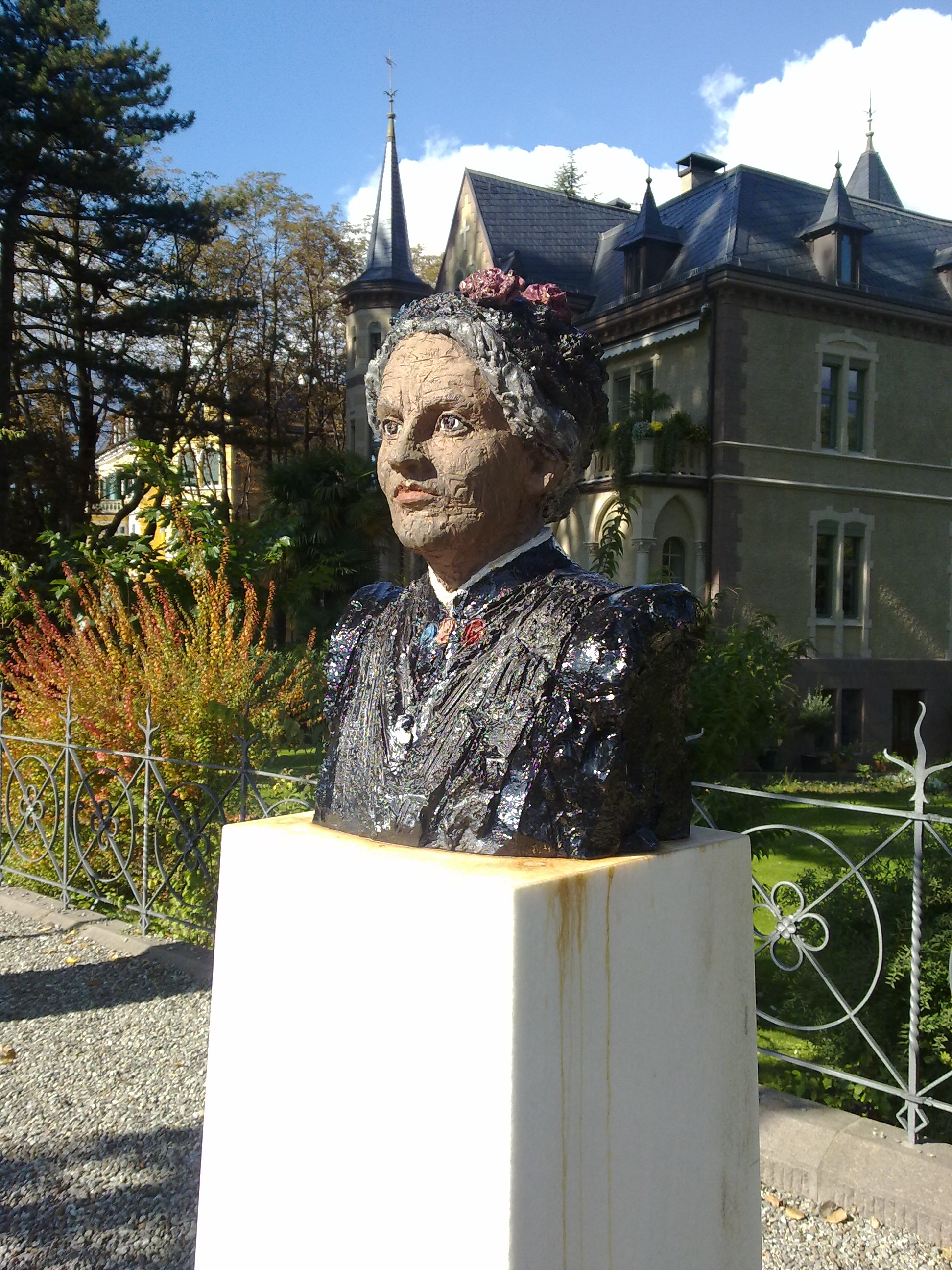
Emma, in memoriam Emma Hellenstainer. Bronze, bemalt

- L’Homme sur sa Bouée, Amiens, Frankreich
- L’Homme à la Chemise rouge, Amiens, Frankreich
- La Femme à la Robe verte, Amiens, Frankreich
- Großer Mann mit kleinem Mann im Palais am Pariser Platz, Berlin-Mitte
- Bonhoefferkirche, Wolfsburg-Westhagen
- Campus der Universität Bayreuth
- Mann mit Vogel (1996), Bremen, am Martinianleger (bis 2003 am Bredenplatz)
- Vier Männer auf Bojen in Hamburg in weißem Hemd und schwarzer Hose. Die ursprünglichen Figuren waren aus Eichenholz, wogen je neun Tonnen und waren jede auf einem Schwimmkörper montiert. Jedes Frühjahr wurden sie in der Stackmeisterei auf Finkenwerder von Balkenhol überholt.[10] Im Sommer 2020/Frühjahr 2021 wurden/werden sie durch vom Künstler neu geschaffene, bemalte witterungsbeständige Figuren aus Aluminiumguss ersetzt.[11] Die vier Standorte sind:
  - Hamburg-Othmarschen, Elbe bei Övelgönne
  - Hamburg-Bergedorf, Serrahn (Teil des Bergedorfer Hafens)
  - Hamburg-Hohenfelde, Außenalster, Höhe Sechslingspforte
  - Hamburg-Wilhelmsburg, Süderelbe, östlich der Brücke des 17. Juni
- Männliche Figur, Singen, Wasserturm der Firma Maggi – Nestlé Deutschland AG
- Bronzeplastiken Mann + Frau vor der Zentralbibliothek Hamburg (Am Hühnerposten)[12]
- Bronzeplastiken Mann auf dem Hals einer Giraffe, enthüllt am 26. April 2001 in Hamburg-Stellingen (Am Haupteingang zu Hagenbecks Tierpark, Ecke Lokstedter Grenzstraße und Koppelstraße)
- Große Säulenfigur auf dem Senser Platz in Lörrach
- Mann mit Hirsch, Hannover
- Mann im Hirschgeweih, Bronzeplastik, Ratingen Angertal, Höhe Parkplatz Steinkothen
- Neuer Eiserner Mann im „Amphitheater“ in den barocken Gartenanlagen von Kleve
- Seemannsarm vor dem Deutschen Schifffahrtsmuseum, Bremerhaven
- Sphaera (Skulptur Mann auf Mozartkugel) in Salzburg
- Mann mit ausgebreiteten Armen und weißem Hemd, Kaufingerstraße München, vor der Kaufingertorpassage
- Balanceakt, Axel-Springer-Hochhaus, Berlin
- Mann im Turm, Gießener Kunstweg
- Sempre più im Caesarforum, Rom
- Mann mit weißem Hemd und schwarzer Hose, La Cartuja, Sevilla
- Man with Fish, Chicago, Shedd Aquarium, 2001
- Richard-Wagner-Denkmal, enthüllt am 22. Mai 2013 in Leipzig
- Jean-Moulin-Denkmal, enthüllt am 10. Juli 2014 in der Haupthalle des Bahnhofs Metz
- Emma auf der Passeierpromenade in Meran. Beitrag zum Kunst-Projekt MenschenBilder, April 2015
- Der große Kniende, 2015, vor der Hauptverwaltung von Hörmann in Steinhagen[13]
- Mann mit Rose, 2017, Neuss
- Reiter auf Seepferdchen-Skulptur, am 20. Juli 2018 auf der Rems in Waiblingen gesetzt[14]
- Apparitions, 2019, Le Havre[15]
- Monsieur Goéland, 2020, Le Havre[16]

### Kunst in Museen
- Kunstmuseum Basel: 12 Freunde, Relief aus Kiefernholz von 1988
- Museum für Moderne Kunst, Frankfurt am Main: 57 Pinguine aus Wawaholz von 1991
- Hamburger Kunsthalle: Großer Kopf, 1991
- Museum im Kulturspeicher, Würzburg: Großes Kopfrelief Mann und Frau von 2000, Pappelholz, farbig gefasst
- Museum Ludwig, Köln
- Musée d’Art Moderne Grand-Duc Jean, Stadt Luxemburg: Castle von 2003, Großherzog Jean von 2006, Großherzogin Joséphine Charlotte, Reliefs aus Holz
- Marta Herford, Herford, Paar (Mann und Frau), 2005

## Auszeichnungen
- 1983: Karl-Schmidt-Rottluff-Stipendium
- 1986: Arbeitsstipendium der Freien und Hansestadt Hamburg
- 1989: Förderpreis zum Internationalen Preis des Landes Baden-Württemberg
- 1990: Bremer Kunstpreis
- 2014: Ordre des Arts et des Lettres, verliehen durch die französische Ministerin für Kultur und Kommunikation, Aurélie Filippetti
- 2016: Ehrenmitgliedschaft der Akademie der Russischen Künste[17]

## Ausstellungen
- 1986: Kunstverein Kassel, Kassel
- 1988: Kunsthalle Basel (mit Marika Mäkelä), Basel
- 1991: Skulpturen im Städelgarten, Städelsches Kunstinstitut, Frankfurt am Main
- 1992: Hamburger Kunsthalle, Hamburg
- 1994: Nationalgalerie Berlin
- 1995: Hirshhorn Museum and Sculpture Garden, Washington
- 1996: Montreal Museum of Fine Arts, Montreal; Saatchi Gallery, London
- 1998: Von der Heydt-Museum Wuppertal; Kunstmuseum Wolfsburg
- 1999: BAWAG Foundation Wien
- 2000: Museum Kurhaus Kleve
- 2001: Centro Galego de Arte Contemporánea, Santiago de Compostela; Museum der bildenden Künste, Leipzig
- 2003: Le Rectangle/Goethe-Institut, Lyon; Skulpturen, Fotografien, Zeichnungen und Material, Sprengel Museum Hannover
- 2005: The National Museum of Art, Osaka
- 2006: Staatliche Kunsthalle Baden-Baden
- 2007: PAC, Mailand; Museum der Moderne Salzburg; Museum Küppersmühle für Moderne Kunst, Duisburg
- 2008: Deichtorhallen, Hamburg; John Berggruen Gallery, San Francisco
- 2010: Musée de Grenoble, Frankreich
- 2011: Essl Museum, Klosterneuburg/Wien
- 2012: St.-Elisabeth-Kirche, Kassel
- 2014: Stephan Balkenhol. Kunstmuseum Ravensburg
- 2014: Skulpturenpark Waldfrieden Wuppertal
- 2014: Landesgalerie Linz (Oberösterreichisches Landesmuseum), 23. Oktober bis 22. Februar 2015
- 2015: Leopold-Hoesch-Museum, Düren (mit Jeff Wall)
- 2016: Fondation Fernet-Branca (mit Philippe Cognée), Saint-Louis/Alsace
- 2016: Moscow Museum of Modern Art (MMOMA), Moskau
- 2016: Fondation Fernet Branca (mit Philippe Cognée), Saint-Louis/Alsace
- 2018: Centro de Arte Contemporáneo de Málaga (CAC), Málaga
- 2018: Kunsthalle in Emden, Emden: Stephan Balkenhol, 9. Juni bis 19. September 2018[18]
- 2018: Cultuurcentrum Scharpoord, Knokke-Heist (Belgien)[19]
- 2019: deadline. Stephan Balkenhol, 6. April bis 14. Juli 2019, Museum für Sepulkralkultur, Kassel
- 2020–2021: Lehmbruck-Museum Duisburg, 22. Oktober 2020 bis 24. Mai 2021[20]
- 2021: Kunstmuseum Walter, Augsburg: Stephan Balkenhol in der Sammlung Walter. 29. Juni bis 5. September 2021[21]
- 2023–2024: Museum Wiesbaden: Stephan Balkenhol trifft Alte Meister, 10. November 2023 bis 2. Juni 2024[22]
- 2025: Kunsthal Rotterdam: Stephan Balkenhol. Something is happening, 24. Mai bis 14. September 2025[23]